# Comuna Stepanivka, Burîn
Stepanivka (în ucraineană Степанівка) este o comună în raionul Burîn, regiunea Sumî, Ucraina, formată din satele Cealîșcivka și Stepanivka (reședința).

## Demografie
Componența lingvistică a comunei Stepanivka
     Ucraineană (98,78%)
     Alte limbi (1,11%)
Conform recensământului din 2001, majoritatea populației comunei Stepanivka era vorbitoare de ucraineană (98,78%), existând în minoritate și vorbitori de alte limbi.